# فيليبيلو

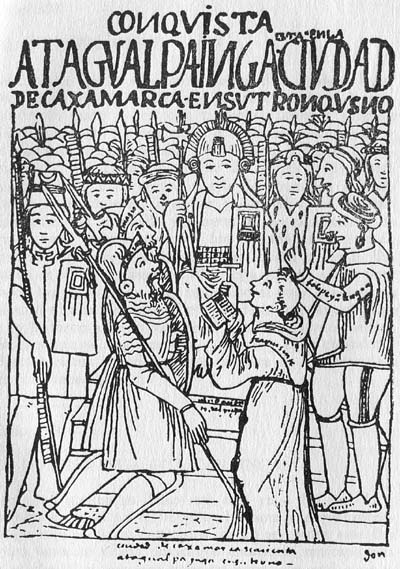
المحارب

فيليبيلو ترجمان ومحارب من أهل البلد رافق فرانثيسكو بيثارو ودييغو دي ألماغرو في جولاتهم في بيرو أيام غزو دولة الإنكا. واسمه الحقيقي غير معروف.